# 卫祥玉
卫祥玉（1968年3月—），河南济源人，中华人民共和国政治人物，曾任河南省济源市政协副主席、濟源產城融合示範區管委會副主任，现任河南省三门峡市副市长。